# Lorraine-Dietrich Type FR 2

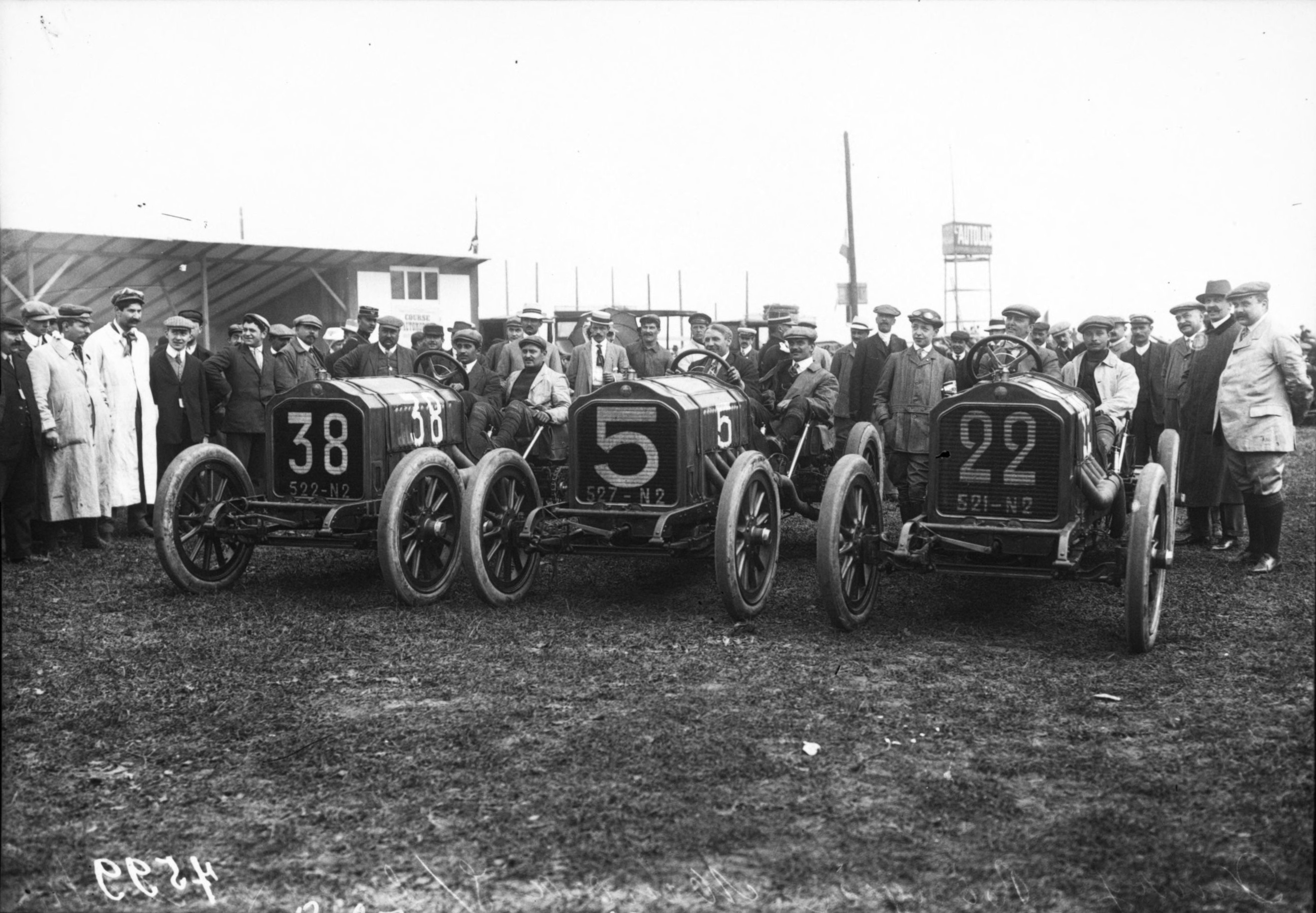
Die drei Wagen der Rennfahrer Minoia, Duray und Rougier 1908

Der Lorraine-Dietrich Type FR 2 ist ein Rennwagen von 1908. Hersteller war Lorraine-Dietrich in Frankreich.

## Beschreibung
Vorgänger war der Type FX.
Der Vierzylinder-Reihenmotor entstand nach einer Lizenz von Turcat-Méry. Erstmals verwendete der Hersteller eine OHV-Ventilsteuerung. Jeweils zwei Zylinder sind paarweise zusammengegossen. 155 mm Bohrung und 180 mm Hub ergeben 13.585 cm³ Hubraum. Der Motor war damals in Frankreich steuerlich mit 120 CV eingestuft.
Der Motor ist vorn längs im Fahrgestell eingebaut. Er treibt über ein Vierganggetriebe und Ketten die Hinterräder an. Die Bremse wirkt zeittypisch nur auf die Hinterachse.
Der Radstand beträgt 2715 mm und die Spurweite 1370 mm. Der offene Phaeton bietet Platz für zwei Personen.

## Renneinsätze
Lorraine-Dietrich setzte dieses Modell neben anderen in der Grand-Prix-Saison 1908 ein. Arthur Duray startete am 1. Juni 1908 beim Rennen von Sankt Petersburg nach Moskau. Ferdinando Minoia, Duray und Henri Rougier nahmen am 7. Juli 1908 am Großen Preis von Frankreich 1908 teil. Vincenzo Trucco, Minoia und Duray waren am 6. September 1908 das Team bei der Coppa Florio 1908, wobei Trucco Zweiter wurde. Duray fuhr am 26. November 1908 beim Großen Preis von Amerika.